# Eldrade
Eldrade, né en 781 dans le petit village d'Ambel, dans l'actuel département français de l'Isère, à mi-chemin entre Grenoble et Gap, est un saint de l’Église catholique, prieur de l'abbaye de la Novalaise dans la première moitié du IXe siècle.

## Biographie

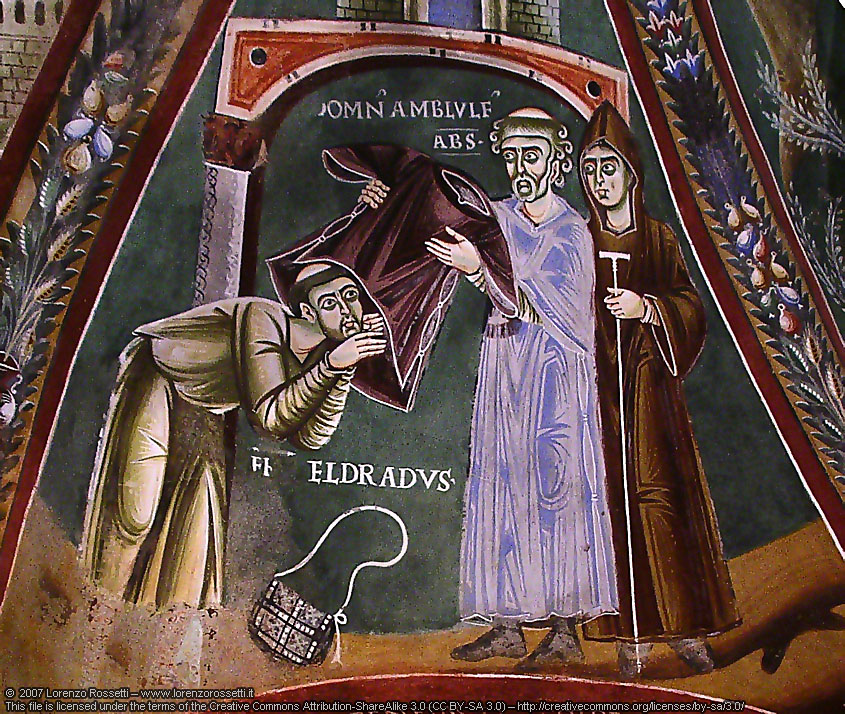
L'admission d'Eldrade à l'abbaye de la Novalaise (fresque dans cette abbaye).

Les parents d'Eldrade, Aldradus et Léodda, issus de l'aristocratie franque, propriétaires du château d'Ambel, lui donnèrent une éducation religieuse et intellectuelle. Orphelin à 20 ans, il fit don de ses biens, qui étaient importants, aux pauvres et aux pèlerins, et se mit à travailler la terre. Puis il décida de tout quitter. Traversant la Provence et le Languedoc, il partit alors pour Saint-Jacques-de-Compostelle, puis revint vers les Alpes, et vint frapper à la porte de l'abbaye de la Novalaise, dans le val de Suse. Mais le père abbé, Ambuffle, voulant éprouver sa détermination, lui remit le bâton et la besace du pèlerin, et le renvoya sur les chemins. En 814, il fut enfin admis à la Novalaise. 
L'abbaye de la Novalaise, soumise à la règle de saint Benoît, était importante : elle compta jusqu'à 500 moines. Eldrade y fut remarqué par ses capacités et sa sagesse. En 825, il fut élu à l'unanimité prieur de l'abbaye. Il le restera jusqu'à sa mort, une vingtaine d'années plus tard.

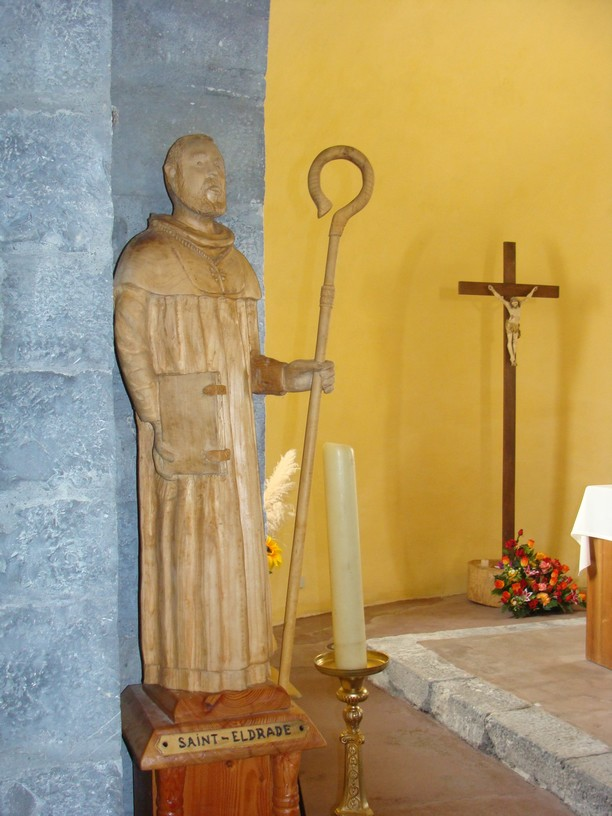
Statue de saint Eldrade dans l'église de Monestier-d'Ambel.

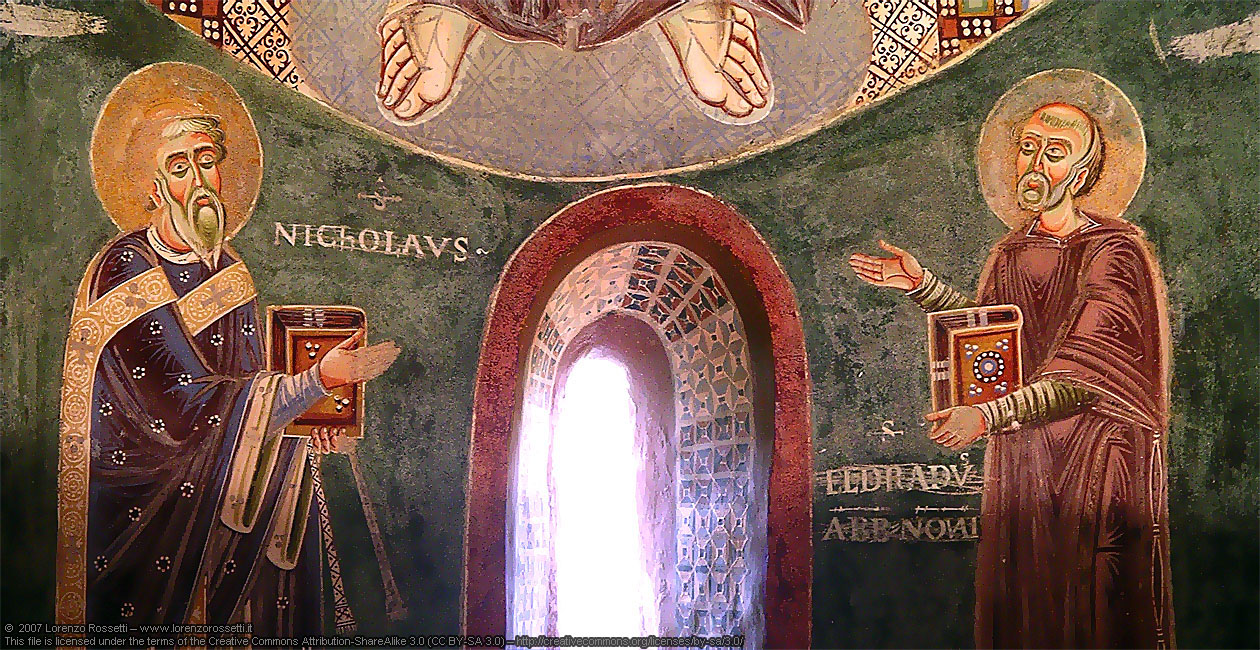
Fresque dans l'abbaye de la Novalaise.

Particulièrement soucieux de venir en aide aux pèlerins, en grand danger sur les chemins de l'époque, il envoya des moines de son abbaye fonder en divers lieux des points d'accueil et de protection des fidèles. On lui doit notamment la création d'un monastère dans la vallée de la Guisane, près de Briançon (dans le département des Hautes-Alpes, France) ; le monastère a disparu, mais le village qui s'était formé autour de lui est resté et a gardé le nom de Monêtier, devenu depuis Le Monêtier-les-Bains pour attirer les touristes modernes plus intéressés par le thermalisme que par le pèlerinage. Au voisinage d'Ambel, fut aussi créé un monestier, qui a lui aussi donné son nom à une commune actuelle : le Monestier-d'Ambel.
Eldrade mourut en odeur de sainteté entre 840 et 845, ou selon le Sanctoral du diocèse de Gap et d'Embrun, le 18 mars 875 à l'âge de 94 ans.

## Fêtes religieuses
Saint Eldrade est fêté le 13 mars. Un pèlerinage réunit chaque année, le deuxième dimanche du mois de juillet, du Monestier-d'Ambel à Ambel, les amis de Saint Eldrade. Il se lie avec la paroisse de Lambesc (Bouches-du-Rhône), patrie des parents d'Eldrade.

## Source
- Documents affichés à l'église d'Ambel par l'association des Amis de Saint-Eldrade